# D.520 (航空機)

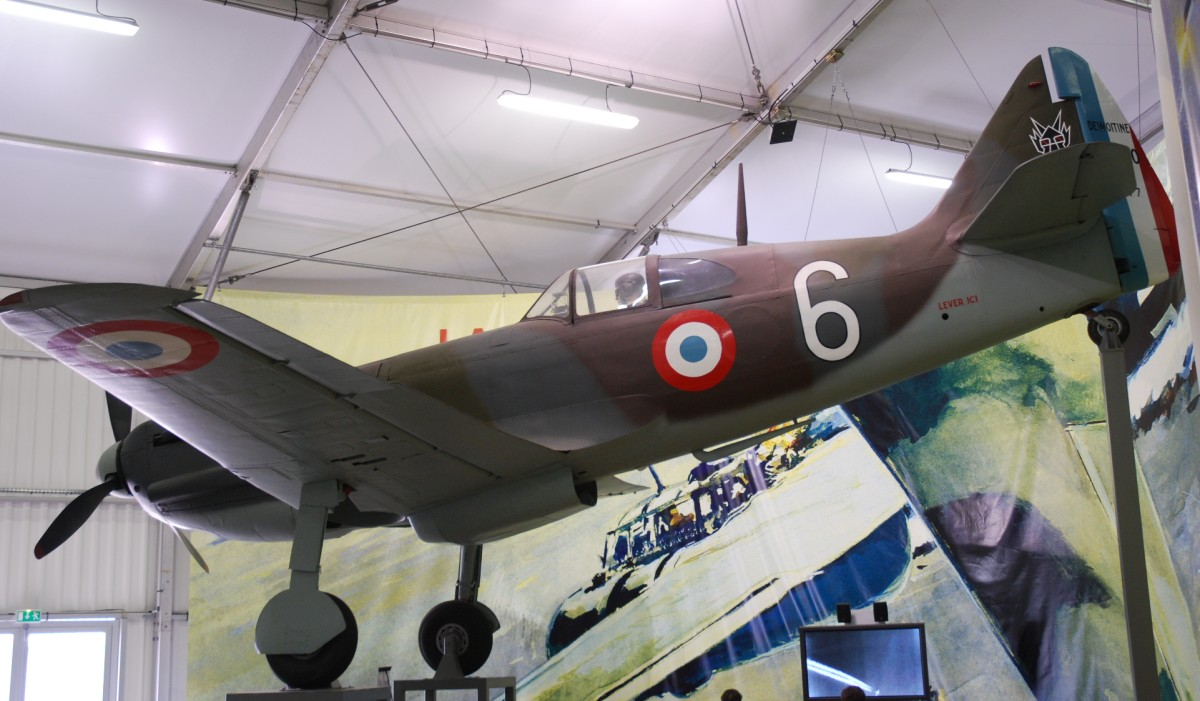
ル・ブルジェ航空宇宙博物館に展示されたD.520

デヴォアティーヌ D.520（Dewoitine D.520）は、第二次世界大戦で使用されたフランス空軍の戦闘機である。操縦性が優れており、M.S.406の代替機・後継機として大いに期待された。しかし、部隊配備が遅れたため、ドイツの電撃戦に対抗し戦局を変えるほどの活躍はできなかった。ドイツとの休戦後も生産が続けられ、ドイツ軍やイタリア軍でも訓練用に使用された。日本では「ドボアチヌ D.520」または「デヴォアティーヌ D.520」と表記されることが多い。

## 概要

D.520

エミーユ・ドボワチーヌ（デヴォアティーヌ）率いるデヴォアティーヌ社によって開発され、1934年から開発が進められていたD.513、D.514を発展させた形で開発されたD.520は、M.S.405の後継機として1938年10月2日に初飛行した。当初、試験飛行の成績はあまりよくなかったが、エンジンの換装、ラジエーターの配置の変更、方向舵の改修などを行った結果、フランス空軍の要求をクリアしたため、1939年に量産型の発注を受けた。
D.520は、好敵手となったドイツ空軍のBf 109より低速で馬力も劣っていたが、操縦性や機体強度では優れていた。また、速度性能に特化したBf 109とは異なり、頑丈で扱いやすくバランスのとれた機体でもあったため、実戦部隊では好評であった。フランス領に着陸させられた完全なBf 109E-3を使って、1940年4月21日に比較が行われた。この結果、第二次世界大戦におけるこの優秀なフランス戦闘機の優れた性能がはっきり示された。
しかし、生産工場でエンジンの整備や武装の調達が遅れたために生産が進まず、部隊配備が遅延した。そのため、部隊で使用され始めたのは1940年5月半ばからとなり、M.S.406からの転換も十分に進まないまま休戦（事実上のフランス降伏）になってしまった。それでも、休戦までの短期間にSNCAMとSNCASEで437機が生産されている。
空母ジョッフルには15機のD.790 戦闘機（D.520の海軍版）および25機のブレゲー 810 攻撃機（ブレゲー 693 の海軍版）を含む、約40機の航空隊を搭載予定であった。
休戦後は、ヴィシー政府軍の戦闘機として使用された。また、ドイツ軍により生産が再開され、180機程が生産された。一部の機体は、ドイツ軍やイタリア軍において練習機として用いられたほか、ブルガリアにも送られて二線級の防空戦闘に使用された。連合国によってフランスが解放された後は、連合国軍側にも多くの機体が参加した。戦後は、数十機のD.520が二重操縦装置を装備し練習機としてフランス空軍において1953年9月まで使用されていた。

## スペック
- 全長：8.76m[1]
- 全幅：10.18m[1]
- 全高：2.56m
- 空虚重量：2,123kg
- 全備重量：2,780kg
- エンジン：イスパノ・スイザ12Y-45液冷V型12気筒910hp×1
- 最大速度：529km/h[1]
- 上限高度：11,000m
- 航続距離：998km
- 武装
  - MAC 1934 7.5 mm機銃×4
  - イスパノ・スイザ HS.404 20mm機関砲×1（モーターカノン）
- 乗員：1名

## 運用国
- フランス
- ドイツ
- ブルガリア
- イタリア

## 登場作品

### ゲーム
『R.U.S.E.』
フランスの戦闘機として登場。